# Encyrtus fuscosus
Encyrtus fuscosus är en stekelart som beskrevs av Singh och Agarwal 1993. Encyrtus fuscosus ingår i släktet Encyrtus och familjen sköldlussteklar. Inga underarter finns listade i Catalogue of Life.